# École de ski internationale
Vous pouvez aider à l'améliorer ou bien discuter des problèmes sur sa page de discussion.
- Il ne cite pas suffisamment ses sources. Vous pouvez indiquer les passages à sourcer avec {{référence nécessaire}} ou {{Référence souhaitée}}, et inclure les références utiles en les liant aux notes de bas de page. (Marqué depuis avril 2024)
- Son contenu est rédigé entièrement ou presque à partir d'une seule source. N'hésitez pas à modifier cet article pour améliorer sa vérifiabilité en apportant de nouvelles références dans des notes de bas de page. (Marqué depuis avril 2024)
- Certaines informations devraient être mieux reliées aux sources mentionnées dans la bibliographie ou les liens externes. Améliorez sa vérifiabilité en les associant par des références. (Marqué depuis avril 2024)

- Archive Wikiwix
- Bing
- Cairn
- DuckDuckGo
- E. Universalis
- Gallica
- Google
- G. Books
- G. News
- G. Scholar
- Persée
- Qwant
- (zh) Baidu
- (ru) Yandex
- (wd) trouver des œuvres sur Wikidata

Ne doit pas être confondu avec École du ski français.
Pour les articles homonymes, voir ESI.

Les Écoles de ski internationales (ESI) sont des centres d'enseignement du ski créés à l'initiative du Syndicat international des moniteurs de ski (SIMS) — anciennement Fédération française des enseignants du ski (FFES) fondée en 1977 par Michel Vachez, Louis Desmoulin, Jacques Simon et Pierre Cornillat — comme alternative aux ESF créées en 1945 par les membres du Syndicat national des moniteurs du ski français (SNMSF). 
Le syndicat est dirigé par un Bureau national composé de douze membres.
Le président était Philippe Camus de 1992 à février 2015. Depuis 2017, Johann Kwiatkowski, est le nouveau président du SIMS.
Chaque mois de décembre, les adhérents sont conviés lors de l’assemblée générale afin de préparer la saison d’hiver. 
Aujourd’hui, 75 écoles de ski internationales sont présentes en France et en Suisse. Les écoles de ski internationales regroupent environ 2 000 moniteurs exerçant le ski et le snowboard, tous sont diplômés de l’École nationale de ski et d'alpinisme (ENSA).